# 普蘭多姆海茨 (紐約州)
普蘭多姆海茨（英語：Plandome Heights）是位於美國紐約州拿騷縣的村。

## 人口
根據2020年美國人口普查的數據，普蘭多姆海茨的面積為0.49平方千米，當中陸地面積為0.47平方千米，而水域面積為0.02平方千米。當地共有人口1009人，而人口密度為每平方千米2,059人。